# Lew Fjodorowitsch Sabakin
Lew Fjodorowitsch Sabakin (russisch Лев Фёдорович Сабакин; * 1746 in Stariza; † 12. Augustjul. / 24. August 1813greg. in Ischewsk) war ein russischer Mechaniker und Erfinder.

## Leben
Nach dem Besuch der örtlichen Schule trat Sabakin als Kopist in den Dienst der Twerer Strafkammer, in der er bald Kanzleibeamter wurde. 1779 wurde er Hauptmechaniker des Gouvernements Weliki Nowgorod in Twer. Als begeisterter Mechaniker konstruierte er Uhren, wodurch er auch der Kaiserin Katharina II. auffiel. Auf ihren Befehl wurde er 1784 nach England zum Studium der praktischen Mechanik geschickt, wo er bis 1786 blieb und sich besonders für Dampfmaschinen interessierte. Nach seiner Rückkehr machte er den Fortschritt der Technik in der russischen Gesellschaft bekannt. Dazu übersetzte er  die Werke James Fergusons. Für seine Verdienste wurde er zum Kollegienassessor ernannt.
1797–1799 besuchte Sabakin noch einmal England zum Studium des Münzwesens. 1799 wurde er in Jekaterinburg Mechaniker an der Kanzlei der Fabrikhauptverwaltung. 1805 wechselte er zum Wotkinsker Hüttenwerk. Bald darauf ging er als Hofrat in den Ruhestand und beschäftigte sich weiter mit der Verbesserung und Erfindung von Maschinen und Geräten. 1806 übernahm er die Erziehung seines Enkels P. P. Anossows.
Zu Sabakins bekanntesten Erfindungen gehören astronomische Uhren, Geräte zum Messen von Abständen, Höhen und Schiffswegstrecken, Münzprägemaschinen, zylindrische Blasebälge für das Nischne-Isset-Hüttenwerk in Jekaterinburg und das Kamensker Hüttenwerk und Schwerlastwaagen für das St. Petersburger Medizinische Kollegium.

## Ehrungen
- Orden des Heiligen Wladimir IV. Klasse